# The Spy (film 1911)
The Spy è un cortometraggio muto del 1911 diretto da Otis Turner che aveva come interpreti principali Hobart Bosworth e Betty Harte.

## Produzione
Il film fu prodotto dalla Selig Polyscope Company.

## Distribuzione
Distribuito dalla General Film Company, il film- un cortometraggio in una bobina - uscì nelle sale cinematografiche statunitensi il 26 gennaio 1911.